# غييرمو سوبيابري
غييرمو سوبيابري أستروغا (بالإسبانية: Guillermo Subiabre Astorga) (25 فبراير 1903 – 1964) لاعب كرة قدم تشيلي راحل . لعب في أندية كولوكولو  ، سانتياغو واندررز ، و منتخب تشيلي . شارك في دورة الألعاب الأولمبية 1928 التي أقيمت في العاصمة الهولندية أمستردام وبطولة كأس العالم لكرة القدم 1930.
لعب في نادي كولوكولو في مركز الهجوم طوال 8 مواسم منها 6 مواسم في عصر الهواية . في سنة 1934 تم اختياره أفضل لاعب في تاريخ نادي كولوكولو.

## وصلات خارجية
- غييرمو سوبيابري على موقع الاتحاد الدولي (مؤرشف)  (الإنجليزية)
- غييرمو سوبيابري على موقع قاعدة بيانات كرة القدم.إي يو (الإنجليزية)
- غييرمو سوبيابري على موقع ناشيونال فوتبول تيمز (الإنجليزية)
- غييرمو سوبيابري على موقع Soccerway.com (الإنجليزية)
- غييرمو سوبيابري على موقع أوليمبيديا (الإنجليزية)

- هذا إحصائيات من موقع الاتحاد الدولي لكرة القدم